# Henry Martin (Maler)
Henry Martin (geboren im 19. Jahrhundert in Hannover; gestorben nach 1896) war ein deutscher Dekorationsmaler.

## Leben
Der gebürtige Hannoveraner studierte in Hannover, Coburg und München und arbeitete anschließend in Hannover, Bayreuth und an der Königlichen Hofoper in Berlin.
Von 1892 bis 1896 arbeitete er als Dekorationsmaler in Riga am dortigen Stadttheater.